# Supercopa de Brasil Sub-20
La Supercopa de Brasil Sub-20 fue una competición de fútbol de nivel nacional disputada entre el Campeón Brasileño Sub-20 y el campeón de la Copa de Brasil Sub-20, siempre en el mismo año de la conquista de los respectivos títulos, en formato semejante a las de las Supercopas existentes en varios países europeos. Los partidos se disputaban en ida y vuelta, el ganador acababa conquistando más allá del título el cupo para la disputa de la Copa Libertadores Sub-20.
En 2022, la CBF anunció que la disputa por la copa nacional sería entre Palmeiras x Corinthians, que fue el subcampeón brasileño de la categoría este año, siguiendo los mismos criterios que se utilizan en el fútbol profesional.
El enfrentamiento se llevaría a cabo en los primeros meses del año 2023, sin embargo la competencia se extinguió a finales del año 2022, junto con otros torneos de base.

## Títulos por equipo
| Equipo           | Títulos | Subtítulos | Años campeón | Años campeón |
| ---------------- | ------- | ---------- | ------------ | ------------ |
| Cruzeiro         | 1       | 0          | 2017         | ----         |
| Internacional    | 1       | 0          | 2021         | ----         |
| São Paulo        | 1       | 0          | 2018         | ----         |
| Flamengo         | 1       | 0          | 2019         | ----         |
| Vasco da Gama    | 1       | 0          | 2020         | ----         |
| Palmeiras        | 0       | 2          | ----         | 2018, 2019   |
| Atlético Mineiro | 0       | 2          | ----         | 2017, 2020   |
| Coritiba         | 0       | 1          | ----         | 2021         |

## Títulos por estado
| Estado             | Títulos | Subtítulos |
| ------------------ | ------- | ---------- |
| Río de Janeiro     | 2       | 0          |
| São Paulo          | 1       | 2          |
| Minas Gerais       | 1       | 2          |
| Río Grande del Sur | 1       | 0          |
| Paraná             | 0       | 1          |

## Goleadores
| Año  | Jugador                                            | Club                           | Goles |
| ---- | -------------------------------------------------- | ------------------------------ | ----- |
| 2017 | Marco Welinton Cesar Vitinho                       | Atlético Mineiro Cruzeiro      | 1     |
| 2018 | Fabinho                                            | São Paulo                      | 3     |
| 2019 | Wendel da Silva Costa                              | Flamengo                       | 2     |
| 2020 | Vinicius Matheus Nunes Luís Eduardo Pedro Henrique | Vasco da Gama Atlético Mineiro | 1     |
| 2021 | Lucca                                              | Internacional                  | 1     |